# Miss Saigón
Miss Saigón es un musical de Claude-Michel Schönberg y Alain Boublil, con letras de Alain Boublil y Richard Maltby, Jr. Se estrenó por primera vez en el Teatro Drury Lane en Londres el 20 de septiembre de 1989, cerrándose después de 4624 presentaciones el 30 de octubre de 1999. El 11 de abril de 1991, se abrió un producción en Nueva York en el Broadway Theater, y se cerró el 28 de enero de 2001 después de 4092 presentaciones. El musical fue el segundo éxito de Schönberg y Boublil, después de Les Misérables en 1980.

## Argumento
Miss Saigón es una adaptación de la ópera escrita por Giacomo Puccini, Madame Butterfly. La historia es muy similar a la ópera, y cuenta la trágica historia de un romance entre una asiática abandonada por su amante de Estados Unidos. El escenario es Saigón, Vietnam en los 70 durante la Guerra de Vietnam. El teniente estadounidense y la geisha japonesa son remplazados por un soldado estadounidense y una prostituta vietnamita.
Acto 1.
Vietnam, abril de 1974. Kim, una joven de diecisiete años, llega a Saigón tras haber sobrevivido a la destrucción de su aldea natal a causa de la guerra, ataque en el cual toda su familia fue asesinada. En la ciudad, es reclutada por un hombre que se hace llamar "El Ingeniero" para contratarla como prostituta y bailarina en el club Dreamland, del que es propietario. Detrás del escenario, las bailarinas del club desean ser nombradas como "Miss Saigón", un título otorgado cada noche a la favorita del público, que son soldados estadounidenses, ya que el Ingeniero busca un trato para conseguir una visa americana. Cuando llega el Ingeniero, con Kim, las bailarinas le manifiestan su preocupación porque la ciudad está cada vez más vacía, que cada vez desaparecen más y más soldados, y con ellos, sus posibilidades de abandonar la zona de guerra con un soldado estadounidense como esposo. Cuando el Ingeniero presenta a Kim a sus compañeras, son hostiles  con ella, pues, siendo virgen, tiene más posibilidades de ser nombrada Miss Saigón, porque, de acuerdo al Ingeniero, "pagarían la luna por carne fresca". (Overture/ Backstage in Dreamland). 
Frente a los soldados, las chicas hacen su actuación erótica, deseosas de que un soldado se fije en ellas. En el club, están dos sargentos, John y Chris, clientes preferidos del Ingeniero. John insiste en que le comprará una chica a Chris, pero este declina de la oferta ya que la prostitución y los vicios ya no le parecen interesantes. Sin embargo, se fija en Kim, la única que no presenta un acto provocativo. Finalmente, el título de Miss Saigón es otorgado a otra bailarina, Gigi. John se prepara para tener una aventura con ella, hasta que le pide que la saque de Vietnam, y se la lleve a Estados Unidos, solo para ser rechazada hostilmente (The Heat is On in Saigon). Tras haber sido humillada, Gigi manifiesta sus deseos de salir de Vietnam, y vivir una vida tranquila con un esposo en Estados Unidos, pero que ese sueño no se hará realidad debido a todo lo que ha tenido que pasar. Kim por su parte, intenta contener las lágrimas pensando en su sueño de vivir junto a un hombre que no haga daño, sino que la proteja, pero al igual que Gigi, entiende que ese sueño es muy lejano. Las demás bailarinas apoyan a Gigi y a Kim, ya que la situación de todas es exactamente la misma (The Movie in My Mind).
Mientras tanto, John habla con el Ingeniero y compra, a un precio elevado, la virginidad de Kim. Pero no la quiere para él, sino para Chris. Sin embargo, Chris rechaza la oferta, pues no quiere marcar a Kim de por vida (The Transaction). A pesar de que no quiere acostarse con ella, John lo convence de que al menos la acompañe por el resto de la noche. Chris y Kim bailan en el club lentamente, y durante el baile, Kim le manifiesta el agrado que siente para con él. Chris le recrimina por estar en el club en lugar de vivir, pero interviene el Ingeniero para preguntarle si Kim es de su agrado, a lo que el responde afirmativamente. Kim lo convence para ir a un lugar más privado, una habitación anexa al club, donde terminan teniendo relaciones sexuales (The Dance). Al terminar, mientras Kim duerme, Chris sale de la habitación, confundido con lo que acaba de pasar, pues, a pesar de las circunstancias en las que se conocieron, y por lo que están pasando, cree haberse enamorado de ella (Why, God, Why?). 
De vuelta en la habitación, Chris le da todo el dinero que puede a Kim para que abandone el club y se vaya a vivir en paz. Pero Kim rechaza el dinero. Antes de que Chris se vaya, Kim le cuenta que estaba obligada a casarse con un hombre que no amaba, que su familia había sido asesinada cuando atacaron su aldea, y que no le queda nada. Le deja en claro que ella ya ha tenido "su dosis de dolor", y que volver atrás no es una opción para ella. En respuesta, Chris le pregunta si la puede volver a ver. Le propone llevarla a Estados Unidos. Ella asiente. (This Money is Yours). Kim y Chris se declaran su amor mutuamente, y Kim le propone que, antes de irse, puede reunir a algunas personas para bendecir su amor. Chris dice que sí, ignorando el hecho de que Kim se refería a una boda (Sun and Moon).
Chris llama a John para pedirle permiso para llegar a la base con un día de retraso, sin embargo, John le recrimina que, por el caos que se está desatando en Saigón, no es el mejor momento para enamorarse. A pesar de esto, le concede a Chris un día extra (The Telephone Song). En el club, el Ingeniero intenta hacer un trato con Chris: le venderá a Kim, a cambio de que él le consiga una visa para ir a Estados Unidos. Chris se niega, y amenaza al Ingeniero a punta de pistola. Este, a regañadientes, le da a Kim (The Deal). Las bailarinas del club preparan la ceremonia para Kim y Chris, quien desconoce que se está casando. En la ceremonia, Kim pide al espíritu de su padre que la perdone por no cumplir con los votos de compromiso que tenía con el hombre con el cual querían casarla, pero que bendiga el amor que tiene por Chris (The Wedding Ceremony). Justo después de brindar por "Miss Saigón", entra al club Thuy, primo y ex prometido de Kim, quien al saber que ella ya no es virgen, y que se ha unido a Chris, los amenaza con un arma, a él y a las bailarinas, pero se va al saber que Kim no cambiará de opinión respecto a Chris, y que no cumplirá con la promesa de sus padres (Thuy's Arrival). Una vez solos, Chris y Kim hablan de lo que les depara el futuro. Él le hace saber a Kim que nunca la dejará sola, y ella promete serle fiel. Hablan de la felicidad que les espera en Estados Unidos, de la paz y la tranquilidad en la que podrán vivir, y de la vida que compartirán (The Last Night of the World).
Cuatro años después, se celebra un desfile en conmemoración del aniversario de la reunificación de Vietnam. Thuy, ahora convertido en comisario del nuevo régimen, manda llamar a un prisionero condenado por traición, que resulta ser el Ingeniero, y este le concede el perdón a cambio de que encuentre el paradero de Kim en el plazo de dos días (The Morning of the Dragon). Por su parte, Kim, que vive en los barrios pobres de las afueras de Saigón, renombrada como Ho Chi Minh, sueña con volver a vivir con Chris, pues fueron separados después de la caída de Saigón. Mientras tanto, en Atlanta, Ellen, la ahora mujer de Chris, lamenta que este no le cuente todo sobre su vida anterior y que está preocupada ya que Chris tiene pesadillas y grita el nombre de Kim en sueños (I Still Believe). El Ingeniero encuentra a Kim, y le propone volver a unirse para salir de la miseria, pues cree que Thuy quiere comprar a Kim como concubina. Pero Kim rechaza la oferta, y es entonces cuando llega Thuy, y le manda al Ingeniero que los deje solos. Thuy le propone a Kim recomenzar su vida como su esposa y terminar con la vergüenza de haber sido prostituta, pero ella lo rechaza porque no lo ama, y porque ya está casada con Chris. El Ingeniero vuelve y le dice a Kim que no sea tonta, pues el matrimonio con Thuy puede acabar con todas sus miserias. Pero Kim se mantiene firme, y es cuando Thuy llama a sus soldados a fusilar al momento a Kim y al Ingeniero, acusándolos de traición. Pero justo antes de la ejecución, Thuy suspende la orden y despide a los soldados. Creyendo que con la amenaza y la muestra de su poder, Kim ha cambiado de parecer, le vuelve a presentar la propuesta. El Ingeniero lo apoya, pues sabe que su cabeza está en juego. A pesar de todo, Kim se muestra inflexible, y vuelve a rechazar a Thuy. El Ingeniero escapa antes de que lo asesinen. Finalmente, Kim le presenta a Thuy la principal razón para no casarse con él: Tam, el hijo que tuvo con Chris (Back in Town/ Coockoo, Princess). Como no puede desposar a Kim cuando ella tiene un hijo bastardo, Thuy intenta asesinar a Tam, sin embargo, Kim lo amenaza con una pistola que tenía escondida. Thuy logra alejar a Kim de Tam, y justo cuando está a punto de apuñalar al niño, Kim dispara, matando a Thuy por la espalda. Kim y Tam huyen de la escena con el arma con la que Kim mató a Thuy, y los soldados, al descubrir el cuerpo sin vida del comisario, inician una persecución contra Kim y Tam (You Will Not Touch Him).
El Ingeniero, mientras tanto, logra escapar y logra llegar a refugiarse en Dreamland, el ahora desmantelado club que antes fue su orgullo. Allí, se prepara con dinero que había recogido de los soldados años atrás y planea lo que hará cuando llegue a Estados Unidos. Pero se da cuentamde que le hace falta algo importante para llegar a América: una visa (If You Want to Die in Bed). Kim y Tam llegan al club huyendo de sus perseguidores, para pedirle ayuda al Ingeniero para ir a América a reencontrarse con Chris. El problema del Ingeniero se arregla en cuanto ve a Tam: al ser hijo de un soldado americano, Tam es ciudadano estadounidense. Para ayudarlos, el Ingeniero le da instrucciones a Kim para referirse a él como su hermano de ahora en adelante (Kim and the Engeneer). Mientras el Ingeniero va al puerto para arreglarse con el barco que los sacará de Vietnam, Kim le hace la promesa a Tam de que hará todo lo posible para que él pueda vivir bien, incluso si esto le cuesta su propia vida. El Ingeniero llega, y junto con Kim y Tam, escapa de Vietnam en una balsa con destino a Bangkok a recomenzar sus vidas (I'd Give My Life for You).
Acto 2.
En Atlanta, se celebra una conferencia en la cual el exsoldado John, ahora convertido en un activista de la fundación Bui Doi, informa a los asistentes sobre los problemas que enfrentan los niños Bui Doi, que es como se denominan a los niños nacidos durante la guerra con madre vietnamita y padre americano (Bui Doi). 
Entre el público, está Chris, con su esposa Ellen, que ha asistido por insistencia de John. Al encontrarse con él, John le dice que ha recibido informes de una oficina de Bangkok que Kim ha escapado de Vietnam con éxito, y que ahora es una camarera en un club de Bangkok. Chris se alegra de saber de Kim, pero la situación cambia cuando John le dice la otra parte de la historia: Kim logró escapar a Bangkok, con un hijo suyo. Chris decide ir a Bangkok a conocer al niño, pero John lo convence de llevar a Ellen, pues ella merece saber de Kim (The Revelation). 
En Bangkok, a pesar de las sospechas de sus nuevos vecinos sobre su pasado, el Ingeniero levanta un prostíbulo como Dreamland, pero reniega que no obtiene las mismas ganancias que antes, sin embargo, se convence de que todo irá mejor cuando llegue a instalarse en América. 
John llega al club buscando a Kim. El Ingeniero lo lleva con ella, pero les advierte que es mejor hablar en donde nadie los oiga (What a Waste). Una vez solos, John conoce a Tam, e intenta decirle a Kim lo que fue de Chris cuando se separaron, pero al darse cuenta de que Kim sigue enamorada, decide ir a buscar a Chris para que sea él mismo el que le diga la verdad a Kim frente a frente (Please/ Too Much for One Heart). 
Mientras John va a por Chris, Kim se prepara para recibirlo, cuando siente la presciencia del espíritu de Thuy, declarando que nunca podrá olvidarlo. Kim revive el último día que vio a Chris, la caída de Saigón. 
En su recuerdo, Chris logra tener los permisos para llevar a Kim a América, pero al volver con ella, le dice que empaque mientras él va a arreglar otros asuntos pendientes, y le da su pistola para defenderse en caso de ser necesario. Pero se encuentra con la sorpresa de que una vez que llega a la embajada, las puertas no se van a volver a abrir. Kim, a las puertas de la embajada, junto con otras personas que piden a gritos que los saquen de Saigón, espera a que Chris diga a los soldados que la dejen entrar, pero esto no sucede. El helicóptero llega y se lleva a Chris, dejando a Kim, y a otros ciudadanos a su suerte (Kim's Nightmare). 
Kim despierta en el suelo del vestidor, y primero se pregunta si todo será como antes una vez de Chris esté con ella una vez más, pero llega a la conclusión de que tanto ella como Chris y Tam serán una familia, y que Chris ha mantenido el voto que hizo años atrás (Sun and Moon (Reprise)). El Ingeniero llega y le da un papel que contiene la dirección del hotel de Chris, pues no confía en que John volverá como había prometido, y con él, se irá su oportunidad de obtener una visa americana. Aunque Kim le asgura que John volverá con Chris, y que le mencionará el asunto de la visa, el Ingenierola obliga a ir al hotel de Chris.
Al llegar, Kim no encuentra a Chris, sino a Ellen. Al conocerla como la esposa de Chris, Kim le ruega, con el corazón roto, que se lleven a Tam con ellos, pues así, él tendría mayores oportunidades de vida, pero Ellen está convencida de que sería inhumano separar a Tam de su madre. Kim se va de la habitación con el corazón roto, pero determinada a hacer que Chris se haga cargo de su hijo, aunque ella no esté con él (Room 317).
Ellen, también con el corazón roto, considera la opción de divorciarse de Chris para que él esté con Kim, pues ella sabe, por las pesadillas que Cris ha tenido desde que se casaron, que él aún la quiere. Pero aun así, no puede llegar a odiar a Kim, pues sabe que ella ha sufrido demasiado (Now That I’ve Seen Her (Después reemplazada por Maybe para el revival de 2014)).
Chris llega a la habitación, quejándose de que no pudo encontrar a Kim. Ellen le manifiesta que ella ha estado en la habitación, y que sigue enamorada de él. Después de años de matrimonio, Chris le habla a Ellen de su relación con Kim sin omitir detalles, sin mentiras. Y que se siente culpable por no haber cumplido la promesa que le había hecho a Kim. Ellen lo perdona y Chris promete quedarse a su lado. John llega, y aunque se alegra por ellos, les recuerda que tienen otro problema: Tam. 
Chris decide con Ellen que Tam se quedará con Kim, pero que ellos les enviarán dinero para mantenerse estables económicamente. Pero el único que comprende que es un error es John, aparentemente, el más preocupado por el bienestar de Tam (The Confrontation).
Mientras tanto, de vuelta con el Ingeniero, Kim le anuncia que todo está listo para su última actuación. El Ingeniero se alegra, pensando que al fin dejará Bangkok, y fantasea con lo que será su vida en Estados Unidos (The American).
De vuelta en su vestidor, Kim prepara a Tam para la venida de Chris y le anuncia que ella ya no puede estar con él, pues está decidida a hacer lo que sea con tal de que Tam tenga una mejor vida. Kim se despide de Tam y el Ingeniero lo lleva a conocer a Chris, pero estando sola, Kim toma la pistola con la que mató a Thuy y se dispara a sí misma. Arrepentido, Chris le pide perdón a Kim, y ella le pide que cuide a su hijo. Kim muere en brazos de Chris, mientras el llora abatido sobre su cuerpo (Little God of My Heart/ Finale).

## Base
La inspiración es, según se informa, una fotografía que Schönberg encontró mientras ojeaba una revista. La foto enseñaba a una madre vietnamita dejando a su hijo en una sala del aeropuerto Tan Son Nhut Air Base para abordar un avión destinado a los Estados Unidos de América donde su padre, un soldado retirado, estaría en una posición para darle una mejor vida al niño. Schönberg consideró esta acción «El máximo sacrificio», un tema central en el musical.

## Números musicales
| Acto I - "Overture" / "Backstage Dreamland" – Gigi, Kim, The Engineer and Bar Girls - "The Heat is On in Saigon" – Soldiers, Bar Girls, The Engineer, Kim, John, Chris and Gigi - "The Movie in My Mind" – Gigi, Kim and Bar Girls - "The Transaction" – The Engineer, John, Soldiers, Chris, and Kim - "The Dance" – Kim, Chris and The Engineer - "Why, God, Why?" – Chris - "This Money's Yours" – Chris and Kim - "Sun and Moon" – Chris and Kim - "The Telephone Song" / "Asking For Leave" – Chris and John - "The Deal" – The Engineer and Chris - "The Wedding Ceremony" – Gigi, Kim, Bar Girls and Chris - "Thuy's Arrival" / "Thuy's Intervention" – Thuy, Chris, and Kim - "Last Night of the World" – Chris and Kim - "The Morning of the Dragon" – Soldiers, The Engineer, Two Guards and Thuy - "I Still Believe" – Kim and Ellen - "Back in Town" / "Coo-Coo Princess" – The Engineer, Kim, Thuy and Soldiers - "Thuy's Death" / "You Will Not Touch Him" – Thuy and Kim - "This is the Hour" – Chorus - "If You Want to Die in Bed" – The Engineer - "Let Me See His Western Nose" / "Kim & Engineer"– Kim and The Engineer - "I'd Give My Life for You" – Kim - "Exodus" - Chorus | Acto II - "Entr'acte" - "Bui Doi" – John and Chorus - "The Revelation" – Chris and John - "What a Waste" – The Engineer, Hustlers, Tourists, John and Kim - "Please" – John and Kim (Original Production) / "Too Much For One Heart" - John and Kim (2014 London production) - "Chris is Here" – The Engineer, Kim, Club Owner and John - "Kim's Nightmare" – Thuy - "Fall of Saigon" – Soldiers, Chris, Kim, John and Citizens - "Sun and Moon" (Reprise) – Kim - "Room 317" – Kim and Ellen - "Now That I’ve Seen Her" (Original production "Her or Me") / "Maybe" - Ellen (2011 Holland revival / 2014 London revival / 2017 Broadway revival) - "The Confrontation" – Chris, Ellen and John - "Paper Dragons" – The Engineer and Kim - "The American Dream" – The Engineer - "This is the Hour" / "Little God of My Heart" (Reprise) – Kim - "Finale" – Chris and Kim |